# 毀滅刃齒虎
毁灭刃齒虎是一種刃齿虎，首先於100萬年前在南美洲出現，並於7800年前消失。牠比其近親的致命刃齒虎及纖細刃齒虎大很多，有巨大的胸部及前肢。牠站立時肩高1.2米，比現今的獅子還要大。其體重估計介乎200－300公斤。牠的劍齒有7－8吋長，用來刺傷被前肢捕獲的獵物，使其流血致死。這顆巨大的犬齒闊平及有鋸齒。
刃齿虎屬是由丹麥古生物學家彼得·威廉·隆德於1841年所命名。他在巴西米納斯吉拉斯近聖湖市的一個山洞中發現一般劍齒虎的化石。
有指一般劍齒虎勝過同是在南美洲的袋劍虎。牠們之間為獵物（如箭齒獸及長頸駝）而競爭，最終袋劍虎滅絕。至於一般劍齒虎的突然滅絕，有指是冰河時期的氣候轉變及人類的獵殺等。
2025年，一項研究認為毀滅刃齒虎至少存活至8200年前左右。